# 陳賡
陳 賡（ちん こう、1903 - 1961年3月16日）は、中華人民共和国の軍人。中国人民解放軍の大将。本名は陳庶康。字は伝瑾。

## 略歴
1916年、湘軍に入隊。軍閥同士の戦いに不満を持ち、1921年に湘軍を離脱し、長沙で働きながら勉学を続けた。1922年、中国社会主義青年団に加入し、同年12月、中国共産党に入党。1924年5月、黄埔軍官学校に第1期生として入校し、卒業後、同学校で連（中隊）長、副隊長を務めた。商団事件、楊劉（楊希閔、劉震寰）反乱の平定、軍閥陳炯明の討伐に参加。黄埔軍官学校青年軍人連合会の責任者の1人。
1926年秋、ソ連に赴き、赤軍で保安工作と爆破技術を習得した。1927年2月に帰国し、国民革命軍第8軍の特務営（大隊）営長に任命される。4月、中共第5次全国代表大会に出席。7月下旬、周恩来に従い江西に赴き、南昌起義に参加し、総指揮部で保安工作を担任した。起義軍の広東南下途中、第20軍の営長となる。会昌での戦闘中に負傷し、香港を経由して上海で入院。1928年から周恩来の指導の下、中国共産党中央特科の工作に参加し、共産党員を国民党中央機関、警察、特務機関に潜入させ、重要情報を入手した。
1931年10月、鄂豫皖蘇区に移り、中国工農紅軍第4方面軍第4軍第12師師長となり、黄安、商潢、潢光戦役、鄂豫皖蘇区の第4次反「囲剿」中の馮寿二、七里坪、扶山寨等の戦闘に参加した。1932年9月、負傷のため上海で入院した。この時、魯迅に鄂豫皖紅軍の情況を紹介した。1933年3月、国民党により逮捕され、南昌で蔣介石と会見したが、彼の誘いを拒絶した。後に中共と宋慶齢等の助けで、5月末に中央ソビエト区に脱出し、彭（湃）楊（殷）歩兵学校校長に任命された。1934年10月、長征に参加し、軍事委員会幹部団団長として皎平渡を占領し、紅1方面軍主力の金沙江渡河を保障した。陝北到達後、紅1軍団第1師師長に任命され、羅鎮、東征、西征、山城堡等の戦役に参加した。1937年2月、抗日軍政大学に入校し、第1隊隊長を兼任した。

### 日中戦争
日中戦争勃発後、八路軍第129師386旅旅長に任命され、晋東南を挺進し、長生口、七亘村、広陽等の戦闘で勝利した。事後、邯長（邯鄲-長治）国道を南下し、神頭嶺、響堂鋪等の戦闘で勝利した。1938年4月、長楽村の戦闘を指揮し、日本軍を撃破した。その後、冀南と魯西北地区を転戦し、晋冀豫と冀南抗日根据地を創設した。1939年2月、威県香城において待ち伏せを行い、日本軍第10師団の一部を撃破した。1940年、太岳軍区司令員に任命。百団大戦中、正太鉄道撃破戦と輸遼戦役に参加し、楡社県城を攻略した。
1941年、太岳縦隊司令員に任命され、太岳抗日根据地を発展させた。1942年10月、八路軍総部により、群衆性遊撃戦争の模範と賞賛された。1943年11月、延安に移り、中共中央党校に入校。1945年6月、中共第7回中央候補委員に選出。

### 国共内戦
対日戦勝後、太岳縦隊（後に晋冀魯豫軍区第4縦隊に改編）を率いて、上党戦役に参加。1946年6月、国共内戦再発後、第4縦隊と太岳軍区部隊を率いて、晋南、晋西の前線を転戦し、聞夏、同蒲、臨浮、呂梁、汾孝、晋南等の戦役を指揮し、約5万人の敵軍を撃滅した。1947年8月、晋冀魯豫野戦軍第4、第9縦隊と西北民主連軍第38軍から陳謝（陳賡、謝富治）集団が編成されると、中共前線委員会書記に任命され、黄河を渡河した。続けて豫西に進軍し、国民党軍約5万人を撃滅し、豫陝鄂解放区を開拓した。後に劉鄧（劉伯承、鄧小平）及び陳粟（陳毅、粟裕）野戦軍と密接に協同して、中原を攻略した。11月、伏牛山東麓戦役を指揮。12月、平漢路破撃戦を指揮。
1948年3月から華東野戦軍主力と協同で、洛陽、皖西、皖東、鄭州等の戦役を行った。その後、中原野戦軍に編入され、第4縦隊司令員に任命される。同年11月、淮海戦役に参加し、徐州以南で津浦鉄道（天津-浦口）を遮断し、華東野戦軍の黄百韜兵団包囲作戦を支援した。南平において、黄維兵団を迎撃し、国民党軍徐州集団を孤立せしめた。黄維兵団の包囲作戦中、東集団を指揮して、同兵団を撃滅した。
1949年2月、第4兵団司令員兼政治委員に任命。4月、長江渡河を指揮して、浙贛線を挺進し、南昌を解放した。10月、迂回・包囲の作戦方針に基づき、葉剣英と共に第4、第15兵団を指揮して広東戦役を発動した。広州解放後、退却する敵を追撃し、余漢謀の部隊主力約4万人を陽春、陽江地区で撃滅した。事後、雷州半島に進入して、白崇禧集団の海上退路を遮断し、博白地区で第3、第11兵団の大部分を撃滅した。続けて粤桂辺戦役を行い、白崇禧の部隊を広西で撃滅した。その後、雲南を西進し、滇南戦役を指揮して、国外逃亡を図った国民党軍2万7千人を撃滅した。
1950年3月、主力を指揮して西康（現四川、チベット）に進軍し、胡宗南集団の残余部隊を撃滅し、西昌を解放した。

### 建国後

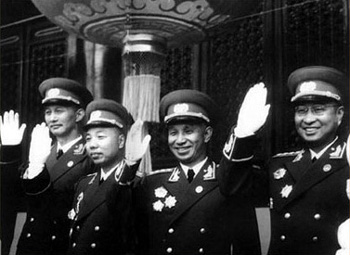
1955年，洪学智、肖華、粟裕、陳賡（左から右へ）

中華人民共和国建国後、1950年2月、西南軍区副司令員に任命。同年3月、雲南省人民政府主席。4月、雲南軍区司令員。
7月、第1次インドシナ戦争において北ベトナムを支援するため、中共中央代表としてベトナムに赴任。国境戦役の指揮に参与し、ベトナム人民軍の勝利に貢献した。11月に帰国。
1951年、中国人民志願軍副司令員兼第3兵団司令員、政治委員となり、彭徳懐司令員の作戦指揮を助力した。朝鮮戦争では、坑道の構築、海岸防御の強化、縦深防御の計画を制定し、「持久作戦、積極防御」の方針を取った。1952年6月、帰国。
1952年7月、人民解放軍軍事工程学院が創設され、その院長兼政治委員に任命された。1954年10月、人民解放軍副総参謀長。1955年、大将の階級を授与される。第1回、第2回国防委員会委員。1958年9月、国防科学技術委員会副主任。1959年、中共中央軍事委員会委員、国防部副部長。中共第8回中央委員。1961年3月16日、心臓病罹いとして上海華山招待所で逝去した。

## エピソード
ベトナム支援時、ホー・チ・ミンは、陳賡に以下の漢詩を贈った。
携杖登高観陣地
万里山擁万里雲
義兵壮気呑牛頭
誓滅豺狼侵略軍

## 著書
- 「陳賡日記」（1982年）
- 「陳賡日記（続）」（1984年）